# Wormhill
Wormhill est un village et une paroisse civile du Derbyshire, en Angleterre. Administrativement, il relève du district de High Peak.

## Toponymie
Wormhill est un toponyme d'origine vieil-anglaise. Il désigne vraisemblablement une colline (hyll) appartenant à un homme nommé *Wyrma. Il est attesté pour la première fois sous la forme Wruenele dans le Domesday Book, compilé en 1086.

## Histoire
Le Domesday Book indique que le manoir de Wormhill appartient à Siward Barn avant la conquête normande de l'Angleterre, en 1066. Il passe ultérieurement au seigneur anglo-normand Henri de Ferrières, qui en est le propriétaire vingt ans plus tard, en 1086. Sa valeur annuelle et sa population ne sont pas précisées.
La paroisse civile de Wormhill est détachée de celle de Tideswell en 1866.

## Démographie
Au recensement de 2011, la paroisse civile de Wormhill comptait 1 020 habitants.
| Année | Population |
| ----- | ---------- |
| 1881  | 953        |
| 1891  | 1 357      |
| 1901  | 1 493      |
| 1911  | 1 495      |
| 1921  | 1 505      |
| 1931  | 1 631      |
| 1951  | 1 545      |
| 1961  | 1 240      |
| 2011  | 1 020      |

## Culture locale et patrimoine
L'église paroissiale de Wormhill est dédiée à sainte Marguerite. Elle correspond à une chapelle du XIIIe siècle reconstruite et agrandie en 1864 par l'architecte Thomas Henry Rushforth. Le transept est ajouté ultérieurement, entre 1904 et 1910. C'est un monument classé de grade II* depuis 1967.